# 哈里森維爾 (印地安納州)
哈里森維爾（英語：Harrisonville）是位於美國印地安納州蒂珀卡努縣的一個鬼鎮。

## 地理
哈里森維爾所處的海拔高度為168米（即551英呎），而該地所採用的時區為UTC-5，即北美東部時區（EST）。同時該地設有夏令時間，為UTC-5調快一小時，即UTC-4（EDT）。